# 2591 Dworetsky
Dworetsky (asteroide 2591) é um asteroide da cintura principal, a 2,8327053 UA. Possui uma excentricidade de 0,0365648 e um período orbital de 1 841,46 dias (5,04 anos).
Dworetsky tem uma velocidade orbital média de 17,37014 km/s e uma inclinação de 1,54874º.
Este asteroide foi descoberto em 2 de agosto de 1949 por Karl Reinmuth.